# 佩里耶内加马姆
佩里耶内加马姆（Periya Negamam），是印度泰米尔纳德邦Coimbatore县的一个城镇。总人口7680（2001年）。

## 人口
该地2001年总人口7680人，其中男性3889人，女性3791人；0—6岁人口761人，其中男395人，女366人；识字率66.58%，其中男性为74.78%，女性为58.16%。